# 昨日的記憶
《昨日的記憶》，2012年台灣電影，是一部劇情片。继《被遗忘的时光》获得广大回响后，天主教失智老人基金會再度推出以失智（阿茲海默氏症）老人为主题的影像作品，这次采用剧情片的手法，集结四部短片而成。邀请张震、隋棠、郭采洁、李烈等知名影星卡司公益演出，以及实力派演员丁强、顾宝明、谭艾珍、柯奂如等人携手合作，以影片為借鏡共同關懷在社會角落中的失智老人

## 劇情

### 《迷路 Healing》
记忆如碎境般崩散，失智的爷爷走失了，让爷爷一手抚养长大的震生在街头奔走寻找，回顾所来径，曾共同经历过的一切乡，如今是责任还是负担？当震生偶遇前女友小艾，旧爱重逢，在所有人事已非的风景中，他们怎样找回那些散失的？生命中真正迷途的，又是谁？

### 《阿霞的掛鐘 The Clock》
老小区要都更了，患有失智的阿霞被女儿接去同住，离开住了一辈子的家，也离开了关于老庄的所有记忆。老庄是阿霞的老邻居，在阿霞丈夫过世后，默默照顾她母女俩。这天，阿霞突然逃离了新家，脖子上挂着一把不知要开哪一扇门的钥匙，跑回老小区找老庄....。

### 《我愛恰恰 I Wake Up In A Strange Bed》
爱，你记得嗎？患有失智症的老先生和外傭到公园散步，却遇见他的初恋情人。当重逢变成首乡，最后的爱便像是初恋。老先生与老太太跳起了恰恰，那是最好又最坏的时光，他们再一次开始第一次约会。

### 《通電 Power On》
生命中不可承受之轻，是责任，还是记忆？一间房子三代人，婆婆罹患失智症，以为自己还是当年小歌星。妈妈心力交瘁只为撑起这个家，夹在两个女人之间的小洁，面对这看似无解的难题，小洁决定提供给每个人一个出口....。

## 演員陣容

### 《迷路 Healing》
- 張震飾演震生
- 隋棠飾演小艾
- 郭雨傳飾演爺爺

### 《阿霞的掛鐘 The Clock》
- 譚艾珍飾演阿霞
- 顧寶明飾演老莊
- 柯奂如飾演阿霞的女兒

### 《我愛恰恰 I Wake Up In A Strange Bed》
- 丁強飾失智症老先生
- 馬之秦飾老太太

### 《通電 Power On》
- 李烈
- 郭采潔

## 幕後團隊簡介
- 製片：黃江豐（阿霞的掛鐘）
- 攝影：廖敬堯（阿霞的掛鐘）
- 音樂：李世揚（阿霞的掛鐘）、侯志堅（迷路）
- 剪接：許惟堯（我愛恰恰）、黃冠鈞（通電）
- 美術：吳盛林（我愛恰恰）

## 外部連結
- 財團法人天主教失智老人社會福利基金會--電影《昨日的記憶》影片線上觀賞官網 （页面存档备份，存于）
- 財團法人天主教失智老人社會福利基金會--電影《昨日的記憶》影片前導預告官網 （页面存档备份，存于）
- 電影《昨日的記憶》痞客邦PIXNET官網 （页面存档备份，存于）
- 《昨日的記憶》的Facebook專頁
- Yahoo奇摩電影上《昨日的記憶》的資料（繁體中文）
- MSN娛樂上《昨日的記憶》的資料（繁體中文）

- 開眼電影網上《昨日的記憶》的資料（繁體中文）
- 豆瓣电影上《昨日的記憶》的資料 （简体中文）
- 时光网上《昨日的記憶》的資料（简体中文）
- 香港影庫上《昨日的記憶》的資料（繁體中文）
- 互联网电影数据库（IMDb）上《昨日的記憶》的资料（英文）